# Gruppo Musicaparole
Il Gruppo Musicaparole  è un gruppo musicale italiano specializzato in musica etnica, musica della tradizione celtica, musica antica e teatro musicale. Le musiche incise dal gruppo sono state spesso usate come colonne sonore di spettacoli teatrali e rievocazioni storiche.

## Storia del gruppo

### 1990-1999: nascita del gruppo e primi lavori
Il Gruppo Musicaparole viene fondato nel 1990 da Enzo Vecchiarelli e Susanna Pusineri per allestire, al Teatro Rossini di Pesaro, L'Operetta delle filastrocche, una commedia musicale per ragazzi con poesie di Gianni Rodari e musiche di Virgilio Savona (leader del Quartetto Cetra). Si trattava di una reinterpretazione dell’Opera delle filastrocche, commissionata a Virgilio Savona da Luciano Berio per il 46º Maggio Musicale Fiorentino del 1983. Dopo questa esperienza, Virgilio Savona propone al Gruppo Musicaparole di teatralizzare La barba del Conte, un suo lavoro musicale in versi con musiche popolari piemontesi, tratto dalle Fiabe italiane trascritte da Italo Calvino e già trasmesso dalla Rai come radiodramma. Il lavoro verrà rappresentato, sempre al Teatro Rossini di Pesaro, l’anno successivo (1991).  In seguito a questa seconda prova, il gruppo diventa una formazione stabile di ricerca musicologica, dedicandosi, oltre che al teatro musicale, anche a concerti di musica etnica e alla pubblicazione di libri e articoli sempre di carattere musicologico. In molti spettacoli la dimensione del concerto e quella del teatro si fonderanno nel “Concerto teatralizzato” con ricorso a costumi ed elementi scenografici: è il caso de Il venditore di canzoni. In questo primo periodo il Gruppo Musicaparole ha una formazione che oscilla tra i sei e i dodici elementi a seconda delle proposte artistiche. L’intento è quello di unire musica e teatro e la visione è quella propria di musica concepita senza limiti culturali, senza distinzioni di epoca, genere e nazionalità, ponendo sullo stesso piano musica cosiddetta colta e leggera, quella antica e quella moderna, popolare e d’autore, sacra e profana. Anche le tecniche strumentali e vocali sono proprie della musica classica, leggera, lirica ed etnica.

### 2000-2004: il primo album e la collaborazione con Dario Fo e Franca Rame
Nel 2000 c’è una svolta: al duo fondatore si unisce Maurizio Mainardi (flauto dolce e traverso) e il gruppo diventa un trio. La carriera del trio, che conserverà il nome di Gruppo Musicaparole, continua a svilupparsi su più fronti, dai concerti agli spettacoli di teatro musicale. È con la formazione trio che il Gruppo Musicaparole incide, nel 2003, il suo primo album: Celti al teatro del trionfo. Il disco, che contiene 19 brani della tradizione celtica, viene registrato in presa diretta sul palcoscenico di un antico teatro. Negli anni 2003 e 2004 il Gruppo lavora con il drammaturgo e regista, Premio Nobel per la Letteratura, Dario Fo alla composizione, all’arrangiamento, all’esecuzione delle canzoni e delle musiche di scena e alla stesura di testi, degli spettacoli creati per il Carnevale di Fano. Sempre presente, nelle fasi di stesura, Franca Rame che dà il suo apporto. Per questo progetto le musiche, sia attinte dalla tradizione che create ex novo, sono di ispirazione medievale.

### 2005-2013: la maturità musicale e il focus sulla musica celtica
In seguito alle esperienze con Dario Fo nasce l’idea di incidere un album con musiche medievali. Nel gennaio 2005 viene pubblicato Il Medioevo ben temperato. All’incisione partecipa come ospite il musicista Ivan Gambini, percussionista di Nicola Piovani. Sempre nel 2005 al trio viene aggregato Massimiliano Poderi (violino, viella, salterio ad arco). Con l’assestarsi di questa formazione il repertorio concertistico e discografico si focalizza sulla musica medievale ed etnica italica ma soprattutto sulla musica celtica. Parallelamente all’attività dei concerti continua quella del teatro musicale, del cabaret musicale, dei concerti teatralizzati, delle conferenze teatralizzate e le ricerche finalizzate alla messa in scena di spettacoli musicali tematici che riguardano soprattutto il mondo della storia e della letteratura. Nel 2006 e 2007 vengono pubblicati rispettivamente gli album Ninne nanne celtiche e Notturni celtici. Entrambi gli album contengono delicate musiche della tradizione irlandese e scozzese. Sempre nel 2007 il gruppo incide l’album Natale: venti musiche, vocali e strumentali, composte fra i secoli XIII e XIX, attinte dalla tradizione delle aree italica, francofona, ispanica, anglosassone e celtica; un lavoro di ricerca storico-musicale. Tra il 2008 e 2009 il Gruppo inizia a progettare un album di musica etnica italica: Ventitalie. Il disco doveva contenere venti brani popolari, uno per ogni regione italiana, ed essere pronto per il 2011, anno del 150º anniversario dell’Unità d’Italia. Ventitalie esce alla fine del 2010 e la prima copia viene donata al Presidente della Repubblica Italiana Giorgio Napolitano. Nel 2009 il Gruppo Musicaparole intraprende una collaborazione con il poeta e paroliere Francesco Gazzè e con il compositore Stefano Fucili per la realizzazione dell’Opera Celtic-Pop: Tristano e Isotta - storia d’amore, di patria e d’onore. Da questa esperienza nasce il settimo disco del Gruppo che entra in un ensemble più vasto denominato, per questo specifico progetto musicale e teatrale, “Tristano e Isotta Ensemble”. L’album viene registrato al Naïve Recording Studio di Francesco de Benedittis e pubblicato nel 2010 da Rugginenti Editore di Milano.

### Dal 2014: il quintetto e l'ottavo album
Nel 2014 il Gruppo Musicaparole vede l’ingresso di Antonella Pierucci (arpa celtica, salteri ad arco, oboe, cromorno, arrangiamenti) e diventa un quintetto. È con questa formazione che il gruppo incide il suo ottavo album: Atmosfere celtiche, registrato al Lunik Recording Studio. L’obiettivo è quello di far sentire, nei 18 brani che il disco contiene, sia l’anima popolare della musica celtica, che si esprime in gioiose danze e nella fisicità del ritmo, sia l’elemento più colto, raffinato e spirituale rappresentato dalle melodie più struggenti e contemplative pervase di profonda umanità. L’album esce nel 2015.
Nel corso degli anni il Gruppo Musicaparole è stato ospite di numerosi enti ed eventi musicali sul territorio nazionale tra i quali Fiumalbo Celtica (Modena), Rassegna “De ignoto Cantu” (Monastero di Fonte Avellana), Rassegna “Il ponte tra suoni e lumi” (Ponte di Tiberio-Rimini), Premio Folkest (Arezzo), Reale Collegio di Spagna (Bologna), Festa del Duca (Urbino), Società Umanitaria (Milano), Concerti del Resto del Carlino (Teatro dell’Aquila di Fermo), Salone internazionale del Mobile (Milano), Rassegna “Andar per fiabe” (Castelli di Sassocorvaro e Frontone), Live music club Bravo Caffè (Bologna), Format “Mi gioco la TV” (Andalo-Trento), Università di Urbino, Aperitivi culturali (Storico Caffè Pedrocchi-Padova), Teatro “La Fenice” (Senigallia), Parco letterario Gabriele d’Annunzio (Anversa degli Abruzzi-L’Aquila) e tanti altri.
Negli anni 2010 il gruppo ha allestito spettacoli musicali di storia sulla Prima Guerra Mondiale (Cent’anni dopo, dai diari della Grande Guerra) e Seconda Guerra Mondiale (Alleati e partigiani nell’Italia spezzata).
Nel 2020 ha rappresentato spettacoli celebrativi per i 100 anni della nascita di Gianni Rodari..

## Formazione
- Enzo Vecchiarelli (chitarra, canto, recitazione, bodhran, arrangiamenti, scrittura teatrale).
- Susanna Pusineri (arpa celtica, canto, recitazione).
- Maurizio Mainardi (flauto dolce e flauto traverso) - dal 2000.
- Massimiliano Poderi (violino, viella, salterio ad arco) - dal 2005.
- Antonella Pierucci (arpa celtica, salteri ad arco, oboe, cromorno, arrangiamenti) - dal 2014.

## Discografia

### Album in studio
- 2003 - Celti al Teatro del Trionfo
- 2005 - Il Medioevo ben temperato
- 2006 - Ninne nanne celtiche
- 2007 - Notturni celtici
- 2007 - Natale
- 2010 - Ventitalie
- 2010 - Tristano e Isotta, storia d'amore, di patria e d'onore
- 2015 - Atmosfere celtiche